# Золотарьов Юрій Анатолійович
Ю́рій Анато́лійович Золотарьо́в (нар. 11 лютого 1983, Київ — пом. 24 грудня 2017, Дніпро) — старший лейтенант Збройних сил України, учасник російсько-української війни.

## Життєпис
Народився 1983 року в місті Київ. Через те, що його батька — кадрового військового — перекидали служити до іншого місця, часто змінював місце проживання. 1991 року почав навчання у школі № 5 Умані; від 1994 року мешкав у Дніпрі. Навчався спочатку в дніпровській школі № 142 у Дніпрі, останні два роки здобував освіту у школі № 134.
2004 року закінчив Сумський військовий інститут ракетних військ і артилерії СумДУ, здобув спеціальність «бойове застосування та управління діями підрозділів Сухопутних військ». Захоплювався кулінарією, малюванням, реконструкцією зразків історичної зброї. Проходив службу на посаді заступника командира батареї з виховної роботи та офіцера-психолога  у 25-й бригаді. З 2010 р. — офіцер-вихователь 3-го військово-спортивного взводу Ліцею з посиленою військово-фізичною підготовкою Дніпровської міської ради.
Мобілізований 23 березня 2014 року, старший лейтенант, заступник командира по роботі з особовим складом 1-ї роти 1-го батальйону 25-ї бригади.
Бойовий шлях у складі 2-ї роти 25-ї бригади: Амвросіївка, Дебальцеве, Шахтарськ, Савур-могила, Нижня Кринка, Зайцеве.
30 липня 2014 року під час спроби штурмом здобути місто Шахтарськ загинув ліцеїст — випускник і товариш Золотарьова, старший солдат Ростислав Нікітін. Золотарьов служив до важкого поранення, у нього була контузія; у березні 2015 р. повернувся до ліцею, викладав вогневу підготовку. Після уздоровлення та подолання хвороби добровільно пішов знову служити в 25-ту окрему бригаду вереснем 2016-го; знову пішов на фронт.
21 грудня 2017 року зазнав уламкового поранення голови під час мінометного обстрілу шахти Бутівка поблизу Авдіївки. Чотири доби лікарі боролися за його життя.
24 грудня 2017-го помер в лікарні ім. Мечникова міста Дніпро.
Похований на Алеї Героїв Краснопільського кладовища.
Без Юрія лишились батьки, двоє братів, дружина та син.

## Нагороди та вшанування
- Указом Президента України № 98/2018 від 6 квітня 2018 року «за особисту мужність і самовіддані дії, виявлені у захисті державного суверенітету та територіальної цілісності України, зразкового виконання військового обов'язку» — нагороджений орденом Богдана Хмельницького III ступеня[2].
- 13 листопада 2018 року в Дніпропетровському ліцеї з посиленою військово-фізичною підготовкою відкрито меморіальну дошку на честь Юрія Золотарьова.
- Вшановується в меморіальному комплексі «Зала пам'яті», в щоденному ранковому церемоніалі 24 грудня[3][4].